# Gijón romano

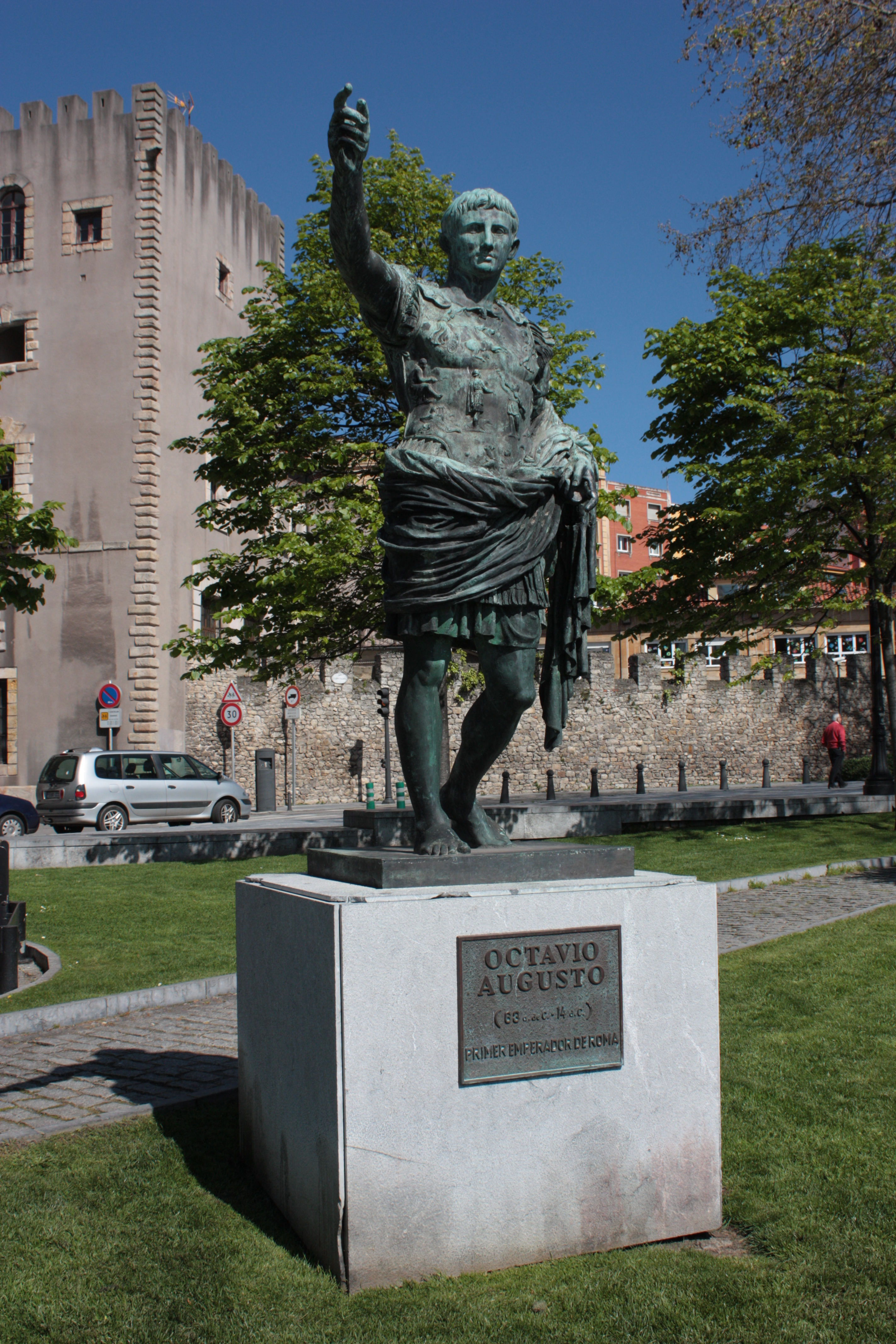
Réplica de la estatua Augusto de Prima Porta en Campo Valdés, Cimadevilla

Gijón romano es la moderna denominación institucional que recibe el pasado romano de la ciudad de Gijón (Asturias, España) erróneamente llamado Gigia.    

## Teorías sobre el topónimo
El actual municipio leonés de Cea se corresponde casi con total seguridad con la ciudad astur de Gigia citada por Ptolomeo (Geográfica II, 6, 28), que la sitúa en sus tablas entre Bergidum y Maliaca:
- Maliaca 10° 20′ 44.º
- Gigia 11.º 30' 43° 45′
- Río Bergidum 8.º 30' 44° 10′

En realidad la evolución de Gigia a Cea, además de estar documentada, es lo esperable filológicamente. El nombre de Gigia no puede dar nunca Gijón, de acuerdo a las reglas etimológicas.
Ya Unamuno apuntó que el nombre Xixón podría venir del latín "saxum" peñasco, roca, con el proceso siguiente: saesu - saixu - xeixo - sexo - xixo. De hecho, en el dominio lingüístico astur-leonés aún se conserva: en Salamanca se llama "jijo" a un rollo de piedra usado en un juego; y en Zamora se sigue utilizando "geijo" o "xeixu" para denominar una piedra de cuarzo lechoso. También en la toponimia menor encontramos una "cuesta el geijo" en San Pedro de la Nave-Almendra, Zamora.[cita requerida]

## Asentamiento romano

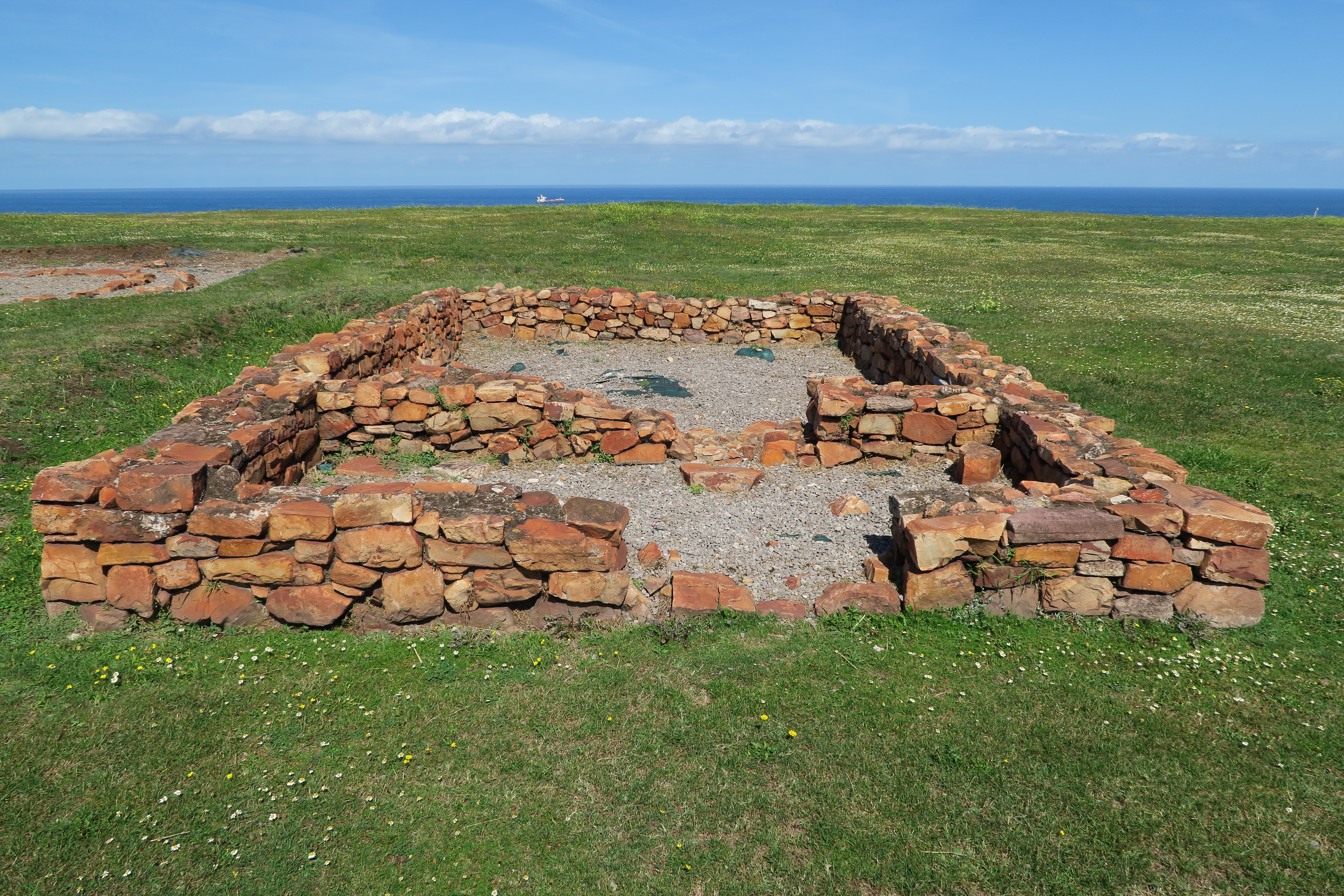
Planta de una casa romana en el castro de Noega.

En el actual concejo de Gijón ya existía un poblamiento astur; el castro de Noega, ubicado en la Campa Torres. Tras la finalización en el siglo I a. C. de las Guerras cántabras a manos del emperador Augusto, los romanos se asientan junto a los cilúrnigos en el castro de Noega, ampliándolo. Sin embargo, a partir del siglo I d. C. abandonan el expuesto emplazamiento y se asientan a los pies del cerro de Santa Catalina, actual barrio de Cimadevilla. No serían los únicos lugares del concejo con restos romanos hallados, destacando la Villa de Veranes. No obstante, el legado suele ser toponímico, con nombres como El Natahoyo, Jove, Tremañes o Pumarín.
El poblamiento en la actual Cimadevilla no tendría un tamaño comparable a otras ciudades romanas en España aunque si tendría cierta relevancia regional y sería un núcleo terrestre en el que finalizaba un ramal de la Ruta de la Plata desde Astorga,y marítimo, al ser un puerto de las rutas comerciales del Cantábrico. La buena situación económica del emplazamiento a partir del Bajo Imperio propiciaría la construcción de una imponente muralla entre los siglos III-IV, aunque sin considerarla como una ciudad militar ante la falta de más estructuras bélicas. Además, se tiene constancia de una fábrica de salazones existente a partir del siglo II hasta bien entrado el siglo V así como de las termas de Campo Valdés, operativas desde el siglo II al IV.

### Debate historiográfico
En 2023 se desata la polémica entre el Ayuntamiento de Gijón y un estudio de dos arqueólogos afines al Principado (César García de Castro y Sergio Ríos). En dichos estudios se cuestionaban las conclusiones extraídas tras las campañas arqueológicas de los 1980, minimizando al máximo la supuesta relevancia del asentamiento de Cimadevilla. En un paper previo de 2013 los mismos autores plantean conclusiones similares. Las áreas de cultura del Ayuntamiento defienden la existencia de una ciudad romana, no comparable, sin embargo, a otras grandes ciudades de la península.

## Restos arqueológicos
Gijón, y en especial el barrio de Cimadevilla, sufrió a partir de 1982 una serie de excavaciones arqueológicas dentro del Proyecto Gijón de Excavaciones Arqueológicas que permitieron documentar y exponer el legado romano de la ciudad. Este proyecto fue promovido por el Ministerio de Cultura y el Ayuntamiento de Gijón y se desarrolló principalmente entre 1982 y 1993. Aunque creado por Manuel Fernández-Miranda, la mayoría de estas intervenciones, prácticas y teóricas, contaron con la dirección y participación de la doctora Carmen Fernández Ochoa.
- Termas romanas de Campo Valdés: Estas termas, fueron construidas a fines del siglo I d. C., ampliadas durante el siglo II y abandonadas sobre el siglo IV, usándose para otros fines como cementerio de las primitivas iglesias de San Pedro. El complejo albergaba varias salas, con ambientes fríos y cálidos así como la correspondiente tecnología de regulación térmica (extenso hipocausto) y una apropiada decoración, que incluía mosaicos y frescos. En 1903 los académicos locales Calixto Alvargonzález y Julio Somoza estudian los restos, encontrados por casualidad. Volverían a ser tapados y olvidados hasta que en 1990 dentro del Proyecto Gijón de Excavaciones Arqueológicas comienzan las excavaciones pertinentes, permitiendo inaugurar el museo en marzo de 1995.[13]

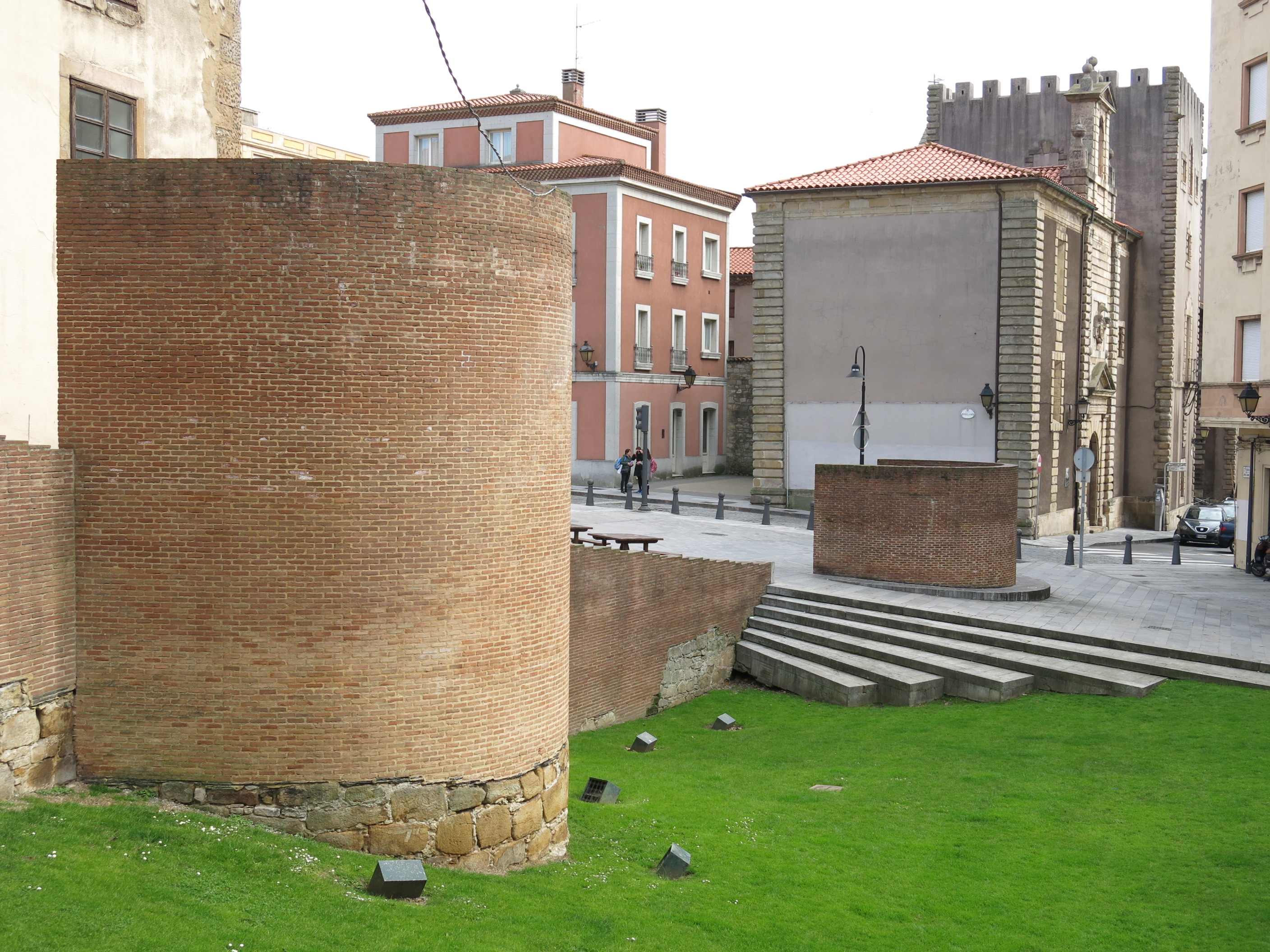
Reconstrucción volumétrica de la muralla romana, Cimadevilla

- Reconstrucción volumétrica de la muralla romana, CimadevillaMuralla romana de Gijón: Esta gran muralla defensiva rodeaba todo el cerro de San Catalina y fue construida entre el siglo III y IV. La muralla medía 4,6 metros de ancho y contaba con varias torres semicirculares. El acceso principal estaba en la actual calle Recoletas, anexo a la torre del Reloj y formado por dos vanos resguardados por dos grandes torres de planta cuadrada. La muralla se mantuvo en buen estado y manteniendo su función defensiva hasta ser totalmente arrasada por artillería en el asedio a Gijón de 1395. En 1982 unas demoliciones de viviendas medievales en la plaza de Jovellanos despastaron los restos de esta muralla, poniéndose a manos del Proyecto Gijón de Excavaciones Arqueológicas que hasta 1986 excavará los restos de la cerca. Solo se pudo encontrar secciones de la muralla en la parte central del barrio así como en las termas.[21]
- Fábrica de Salazones: Se trata de una fábrica de conservas, especializada en la salsa garum, que debió dinamizar la pequeña economía local a partir del siglo III hasta su abandono en el siglo V. La fábrica tenía cuatro estancias y un aljibe que llevaba agua a las instalaciones.[12] Se encontró en 1990 durante unas obras de un colector de aguas en la plaza del Marqués, en muy mal estado de conservación y sólo una parte, puesto que la mitad del edificio está debajo del palacio de Revillagigedo, del siglo XVIII. En 1991 se realizan las excavaciones pertinentes y el complejo se vuelve a tapar.[22]
- Aljibe de la plaza Jovellanos: Este depósito de aguas se encontró en 1985 durante las excavaciones de la muralla romana de Gijón,[23] en la plaza Jovellanos, frente a la Casa Natal de Jovellanos. No sería excavado parcialmente hasta 1991, donde se aprovecha la urbanización de la plaza.[24] Queda entonces, un depósito cuadrangular de unos 22 metros de longitud.[25]

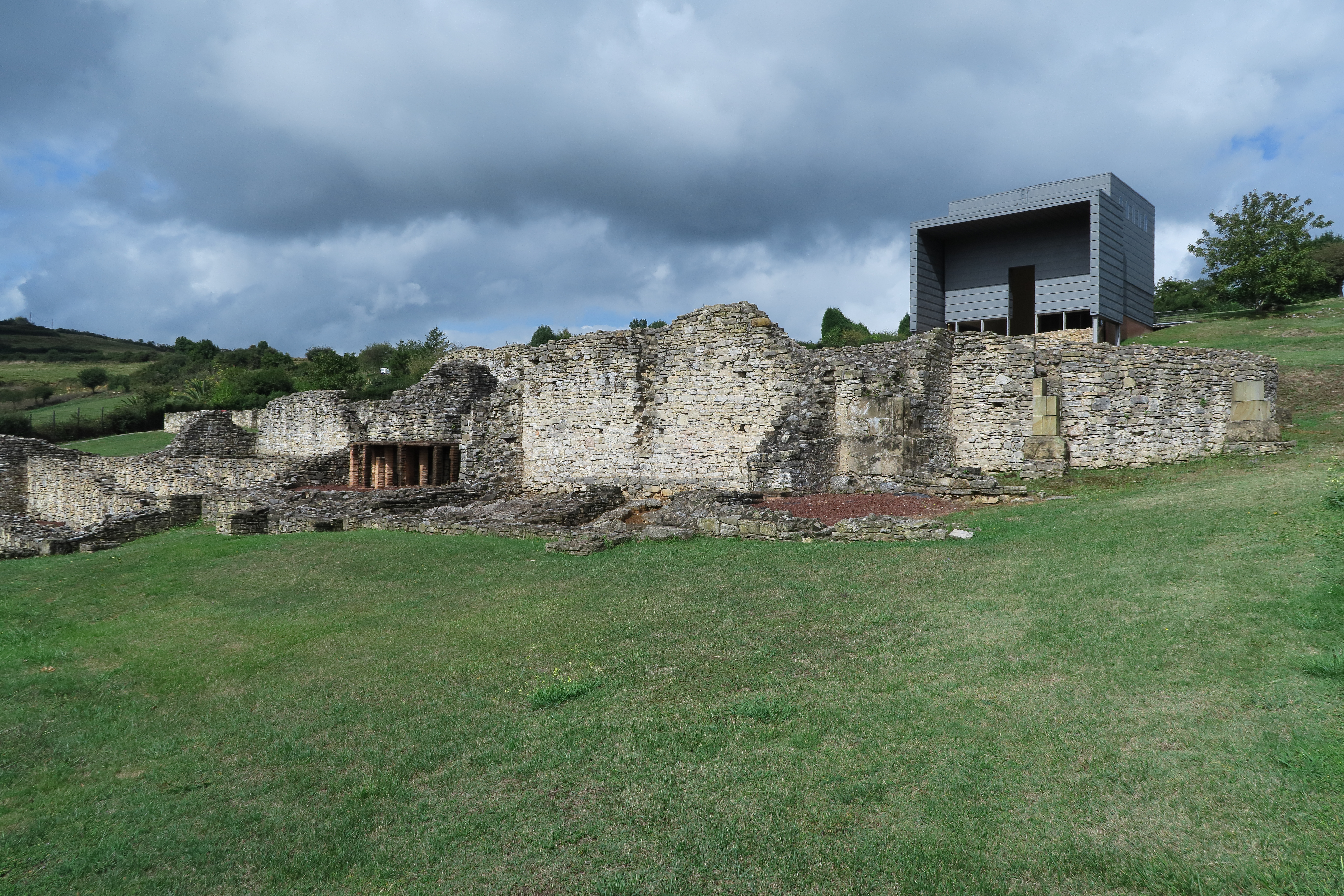
Villa romana de Veranes

- Villa romana de VeranesVilla romana de Veranes: Esta villa romana en la parroquia de Cenero se trata de un gran complejo residencial y agrario. La villa combina una ostentosa zona residencial, la pars urbana, y una zona de uso agrario, la pars rustica. El complejo debió estar acompañado de un gran latifundio perteneciente a una familia nobiliaria. Estuvo en uso desde el siglo I al V, donde perdería su función y se acondicionaría una iglesia visigoda. La villa se sitúa en la zona rural del concejo, sobre una ladera; por lo que tiene una disposición en terrazas. La entrada principal se sitúa al oeste complejo dando a un patio que divide la villa, al norte las áreas de servicios (horno, cocina…) y la parte residencial donde se halla el triclinium, la habitación del pater familias, y un área de recepción donde se conserva un conservado mosaico, emblema del yacimiento. Se han encontrado decenas de objetos y se ha podido documentar los distintos usos de la villa durante toda su historia. Las excavaciones empezaron en 1917 y se ultimaron en 2012. El espacio cuenta con un museo abierto en 2007.[26]

## Referencias

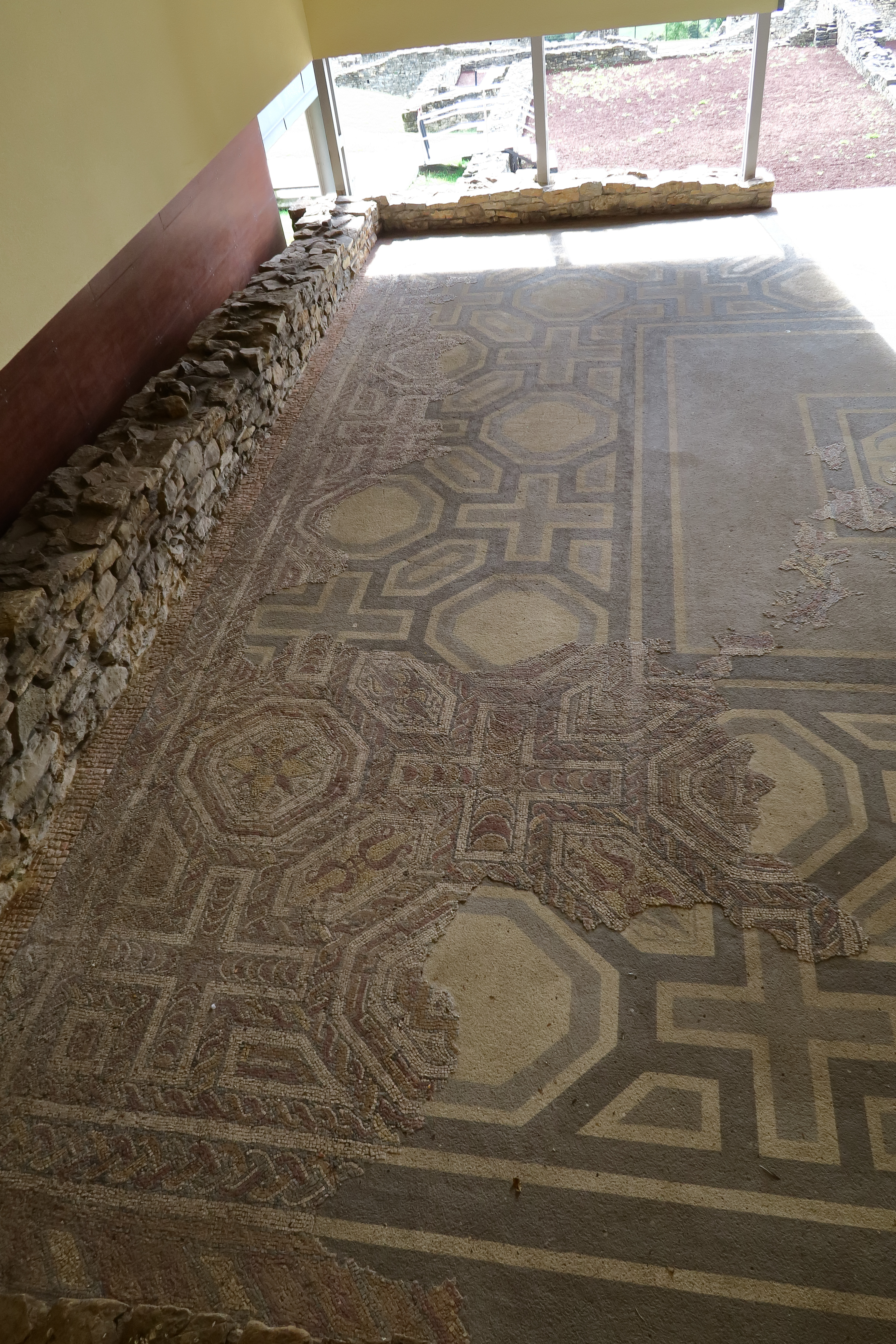
Mosaico de la villa